# Стартовий пістолет

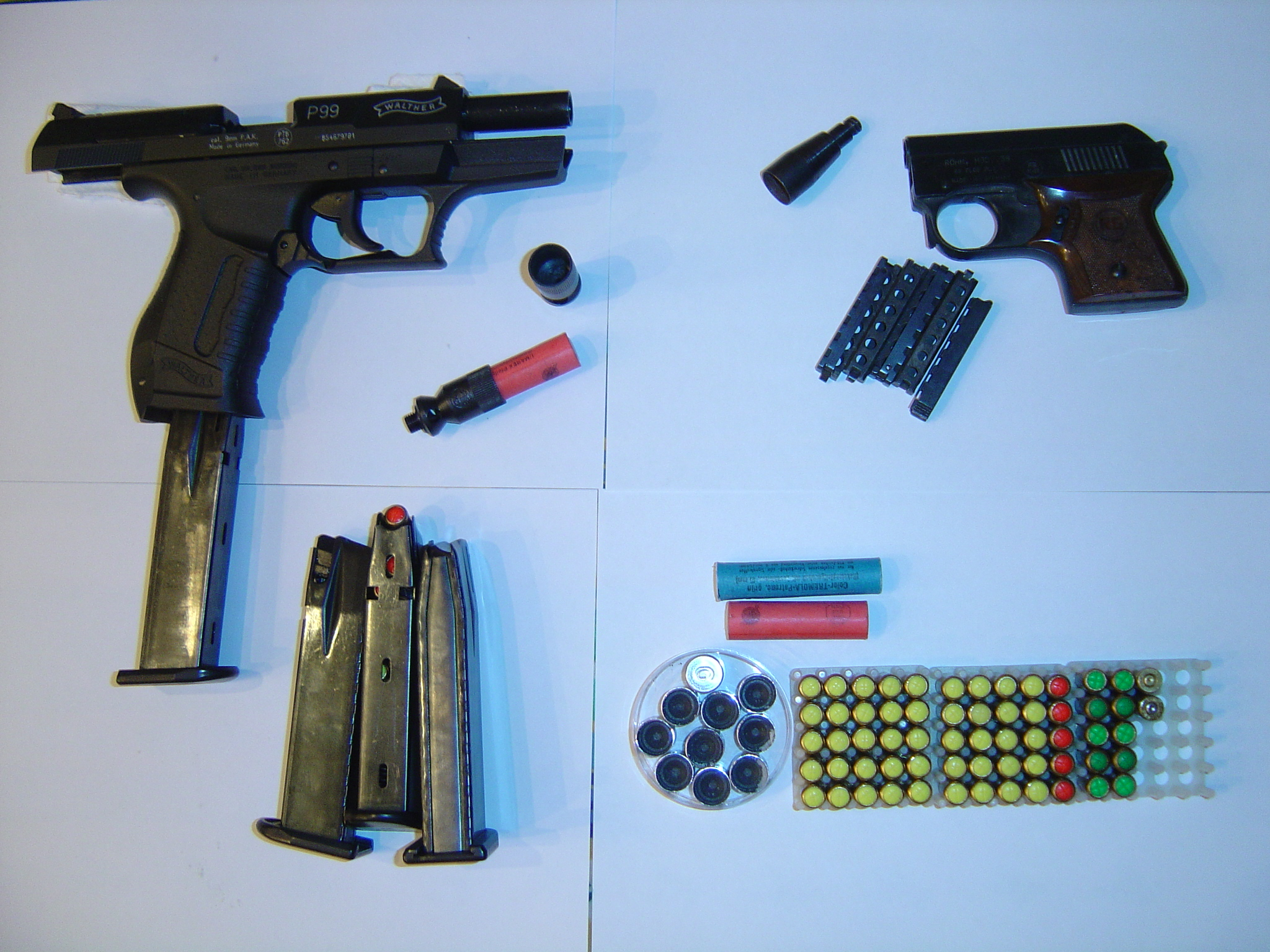
Спортивний стартовий пістолет.

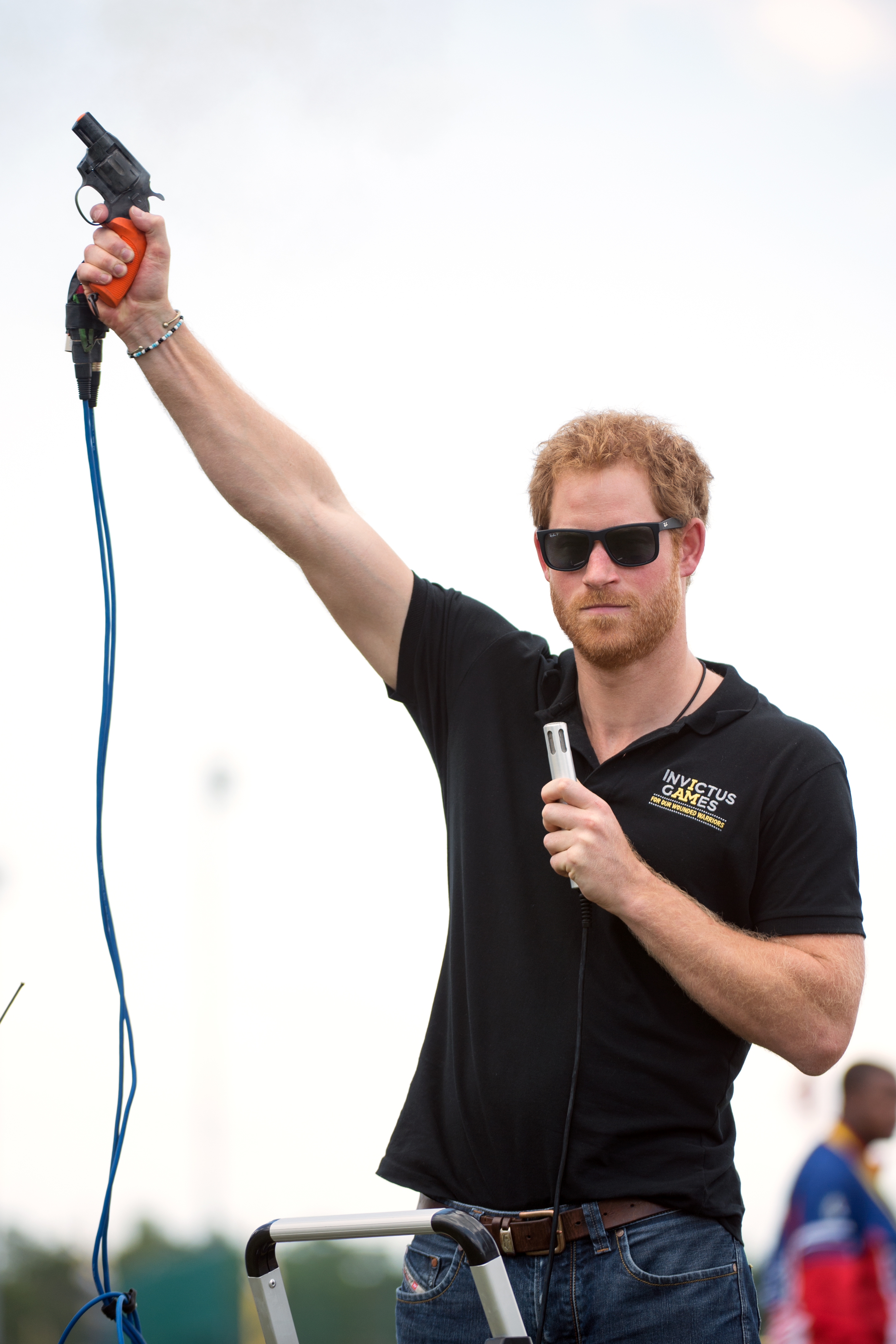
Принц Гаррі стріляє зі стартового пістолета

Стартовий пістолет (англ. Starting pistol) — спортивний звуковий сигнальний пістолет, призначений для створення шумового холостого пострілу, що означає старт спортивних або інших змагань, де це обумовлено правилами.
Стартові пістолети споряджаються спеціальними набоями з капсулями для шумового еффекту. Юридично відноситься до типу зброї для подачі звукових сигналів (стартові пістолети) або до іншого типу зброї, не пов'язаного з ураженням живої сили.

## Історія

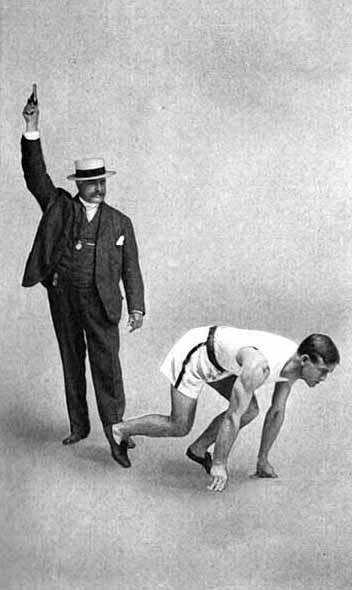
Старт стартовим пістолетом

### ВСРСР
У радянському союзі для потреб різних спортивних організацій вироблялося кілька типів спеціальних безствольних стартових пістолетів, які використовують обойму, споряджену капсулями «Жевело». Барабанні застосовувалися досить рідко, тому що це були приведені в небойовий стан «нагани». Так із комплектом плівкового фотофінішу «Омега» Держкомспортом СРСР передавалися два стартові пістолети типу «Наган», до ствола яких були приварені спеціальні кріплення для стартового датчика.
Широкого поширення у СРСР набув стартовий пістолет виробництва Іжевського механічного заводу Іж-СПЛ (стартовий пістолет Лобанова), що випускався з 1953 по 1985 рік. Після моделі СПЛ в Іжевську випускався стартовий ІЖ-37. Модель, на відміну від СПЛ, мала одну універсальну обойму для капсуль центрального бою та спеціальних «стартових» набоїв бічного бою. (Іж-СПЛ комплектувався двома обоймами під різні заряди).

### Електронний стартовий пістолет
З розвитком систем автоматичного хронометражу та поступовою відмовою від ручного робилися спроби замінити вогнепальну зброю його електронним аналогом (сайлент-ган) — пристроєм, що імітує спалах стартового пістолета і передає звук пострілу. Вперше цей пристрій застосовувався на Олімпійських іграх 1996 року в Атланті, але вже 2000 року (на Олімпійських іграх у Сіднеї) знову застосовувалася звична вогнепальна зброя. А на Олімпіаді у Ванкувері 2010 у ковзанярському спорті знову застосовувалися електронні стартові пістолети.

## Опис
Як стартові пістолети застосовуються як звичайні бойові пістолети, так і спеціально виготовлені моделі, які фізично неможливо використовувати як бойову зброю. Більше широко застосовуються барабанні моделі, ніж магазинні (це пов'язано з більш простим твором наступного пострілу у разі осічки).
У змаганнях, де по пострілу стартового пістолета запускаються хронометри, у разі ручного хронометражу, хронометристи запускають свої хронометри не за звуком пострілу (за яким зазвичай стартують спортсмени), а за спалахом або серпанком, щоб уникнути похибки, викликаної відносно повільною швидкістю проходження звуку.
Для того щоб поставити атлетів у рівні умови, з кінця 1970-х для передачі звуку до віддалених від місця розташування стартера стартових позицій спортсменів застосовуються гучномовці, що передають або імітують звук пострілу.